# Flierich

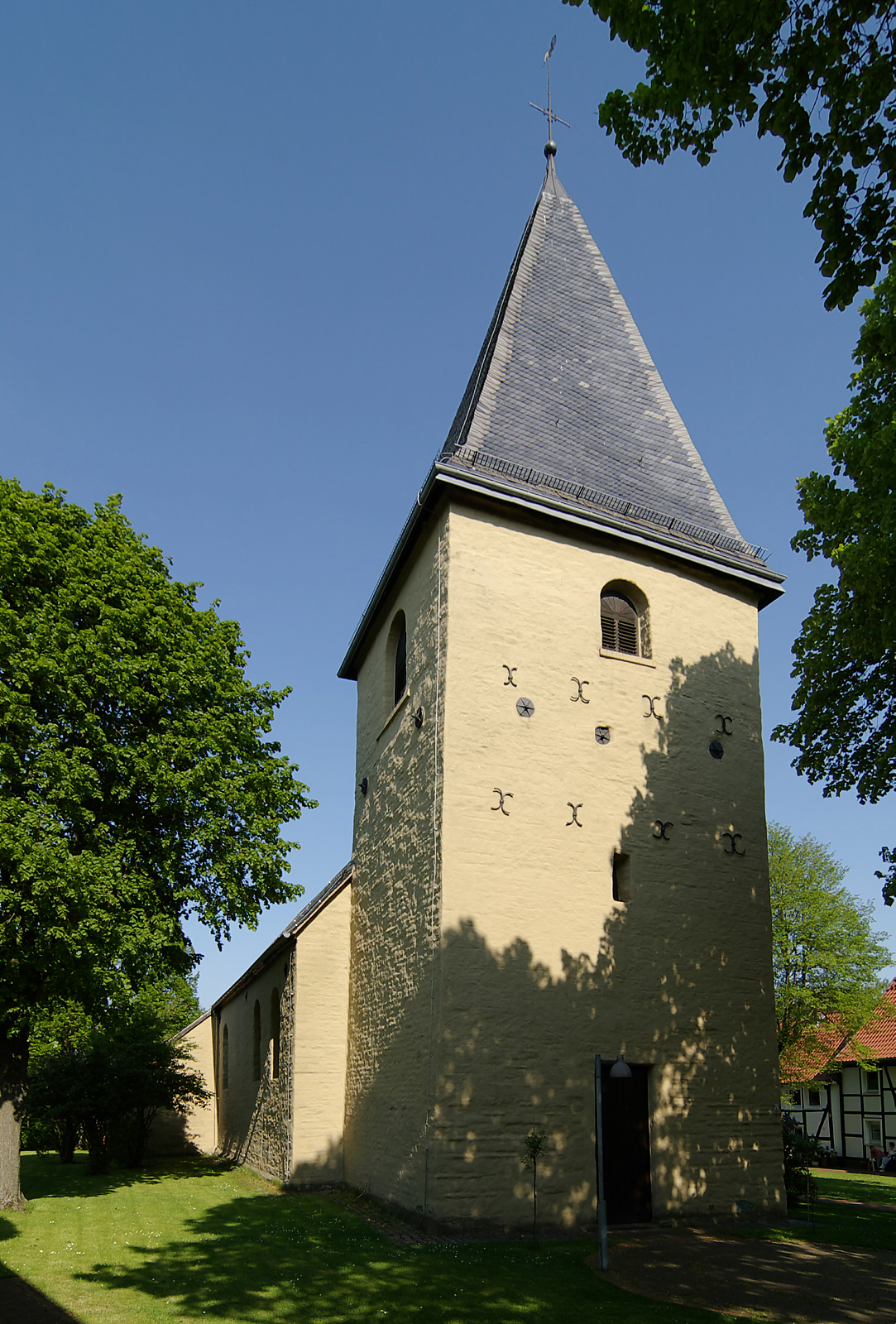
Die Kirche in Flierich

Flierich ist ein Dorf im südöstlichen Gebiet der Gemeinde Bönen und gehört zum Kreis Unna. Es ist südlich von Hamm gelegen, dem Ortsteil Hamm-Kump benachbart und liegt im oberen Tal des zur Lippe bei Lünen über Kamen entwässernden Flüsschens Seseke. Der Name Flierich lässt sich deuten entweder als „Fliederhecke“, oder aber als „Siedlung auf der Höhe neben dem versumpften Bach“.
Neben der Alte Kirche Bönen stellt der Ort wohl den ältesten Teil der Gemeinde Bönen dar; 850 wird er in einer Handschrift als „villa Flethriki“ erwähnt. Nachdem Flierich Teil der Grafschaft Mark war, wurde der Ort in der Zeit nach der französischen Herrschaft in Westfalen Teil des Amtes Rhynern. Bei der Gebietsreform wurde Flierich am 1. Januar 1968 nach Bönen eingemeindet.
Das Dorfbild wird geprägt durch das Bauwerksensemble der Evangelischen Kirche aus dem späten 12. Jahrhundert und den Fachwerkhäusern des Kirchplatzes.

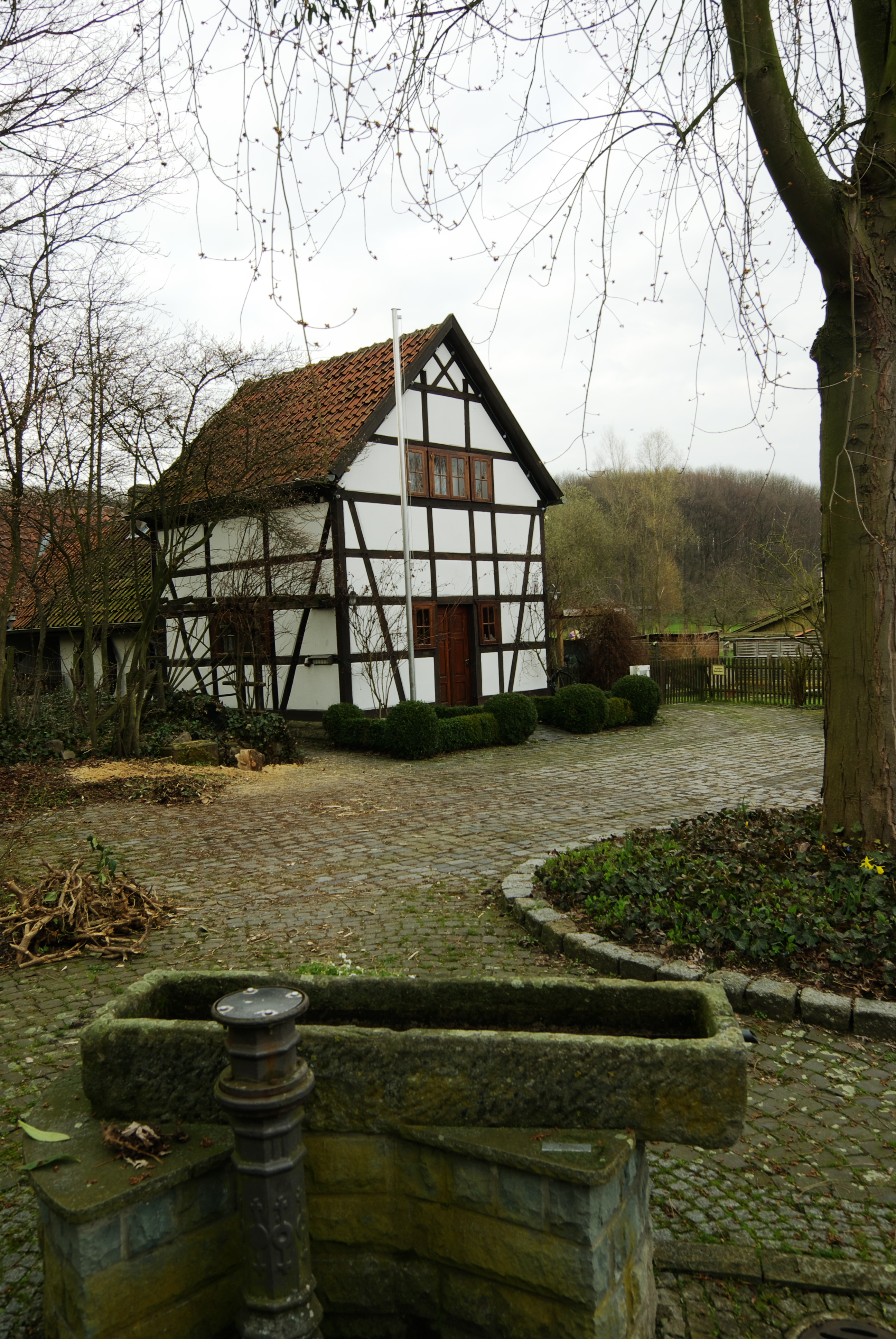
Das historische Backhaus

Im historischen Backhaus wird zu festen Terminen Brot im Holzofen gebacken. Eine kleine Sammlung zur Geschichte des Dorfes im Obergeschoss des Backhauses präsentiert Gegenstände des damaligen täglichen Lebens sowie einige Dokumente. Das Backhaus Flierich ist Teil der Route der Industriekultur.
Vor dem Fliericher Backhaus findet alljährlich im Dezember der Fliericher Adventsmarkt mit Basar und Nikolaus statt.
Jeweils am 30. April erfolgt das traditionelle Maibaumsetzen.
Das Dorf beteiligte sich erstmals 1985 an dem Wettbewerb „Unser Dorf soll schöner werden“ und errang die Bronzemedaille auf Landesebene, 1993 die Goldplakette und auf Bundesebene die Silbermedaille.
Rund um Flierich bietet sich Gelegenheit zum Radwandern. Der Ort verkehrstechnisch angebunden an die Autobahnen A 2 und A 44 sowie an die Bundesstraße 63 von Hamm nach Werl.

## Einwohnerentwicklung
| Jahr | Einwohner |
| ---- | --------- |
| 1849 | 395       |
| 1910 | 426       |
| 1931 | 444       |
| 1956 | 645       |
| 1961 | 491       |
| 1967 | 511       |
| 1987 | 430       |

| Jahr | Einwohner |
| ---- | --------- |
| 2013 | 533       |
| 2019 | 521       |
| 2022 | 548       |

## Persönlichkeiten
- Emil Große-Brauckmann (1887–1961), Klassischer Philologe und Gymnasiallehrer